# Hermann Ferno
Ludwig Hermann Ferno (* 26. April 1812 in Codram, Kreis Usedom-Wollin; † 7. Mai 1895 in Berlin) war ein deutscher Verwaltungsjurist und Politiker in Pommern. Er war Landrat des Kreises Usedom-Wollin und Mitglied des Preußischen Abgeordnetenhauses und des Provinziallandtages der Provinz Pommern.

## Leben
Hermann Ferno besuchte das nachmalige Friedrich-Ludwig-Jahn-Gymnasium Greifswald. Nach dem Abitur studierte er an der Rheinischen Friedrich-Wilhelms-Universität Rechtswissenschaften. 1832 wurde er im Corps Rhenania Bonn recipiert. Als Inaktiver wechselte er an die Friedrich-Wilhelms-Universität zu Berlin. Als Student war er 1833/34 Einjährig-Freiwilliger bei der Preußischen Armee. 1835 kam er als Auskultator nach Stettin. Er absolvierte das Referendariat, trat in den preußischen Staatsdienst und wurde Regierungsassessor. 1842 wurde er zum Landrat im Kreis Usedom-Wollin ernannt. Über 36 Jahre, von 1845 bis 1881, saß er im Provinziallandtag der Provinz Pommern. 1866–1870 vertrat er den Wahlkreis Stettin 1 im Preußischen Abgeordnetenhaus. Er gehörte zur Fraktion der Konservativen Partei.
Am 18. April 1848 rückte er mit einer Kompanie Soldaten in die Stadt Usedom ein, wo es zu Unruhen wegen ungerechter Landverteilung bei der Separation gekommen war. Er befreite den von einer aufgebrachten Menschenmenge im Anklamer Tor eingesperrten Bürgermeister Lange, suspendierte ihn jedoch vom Dienst und erklärte die in der Stadt vorgenommene Separation für ungesetzlich. Im September desselben Jahres und im Mai des folgenden Jahres rückte er wegen weiterer Unruhen erneut mit militärischer Unterstützung in Usedom ein. Ferno erhielt den Charakter eines Geheimen Regierungsrates. In seine Amtszeit fiel 1874 die Einführung der Kreisordnung. Am 1. Juli 1882 ging er in den Ruhestand.
Hermann Ferno war Rittergutsbesitzer auf Ostklüne. 1845 erwarb er einen 43 Hektar großen Hof in Welzin und hatte damit einen Grundbesitz von insgesamt 117 Hektar. Er starb 1895 und wurde in Ostklüne beigesetzt. Die adligen Gutsbesitzer und andere Einwohner des Kreises sammelten 23.075 Mark ein und gründeten damit die nach ihm benannte Ferno-Stiftung. Diese wurde vom Kreisausschuss verwaltet und diente zur Förderung gemeinnütziger und wohltätiger Interessen sowie zur Unterstützung bedürftiger Studenten aus dem Kreis.